# Manuel Marques de Sousa
Manuel Marques de Sousa (Río Grande, 1780 - Montevideo, 1824) fue un militar brasileño.
Llegó a estar implicado en los conflictos territoriales entre Portugal y España en el actual Brasil meridional. Fue padre del conde de Porto Alegre. Participó en las invasiones portuguesas contra el general José Gervasio Artigas, reconquistando las posiciones que había conquistado el general Lecor y Artigas las había tomado nuevamente bajo su poder. Estas eran el fuerte de Santa Teresa, la ciudad de Maldonado, Rocha y Pelotas (Río Grande del Sur). Murió envenenado.